# Filips Maximiliaan van Merode
Filips Maximiliaan of Philippe Maxmilien van Merode (4 juli 1729 - 25 januari 1773)  genoemd, was graaf van Merode en het Heilige Roomse Rijk, en de zevende markies van Westerlo en na 1763 baron van Ronse.
Hij was de tweede zoon van Jan Filips Eugeen van Merode (1674-1732), Graaf van Merode en van het Heilig Rijk, vijfde Markies van Westerlo, Graaf van Montfort, Olen en Batenburg, Baron van Pietersheim, Stein en Quabeek, Heer van Geel, Herselt, Hulshout, Odenkirchen, en Ridderkirchen. Erfburggraaf van het Aartsbisdom Keulen, Grande van Spanje van eerste klasse, Lid van de raad van State en van Oorlog, Kapitein van de Brabantse lijfwacht van zijne Keizerlijke en Katholieke Majesteit, Ridder van het Gulden Vlies, en Kamerheer en Veldmaarschalk des Keizers en Charlotte Wilhelmine Amalie Alexandrina von Nassau-Hadamar (1703-1740), dochter van Frans Alexander, vorst van Nassau-Hadamar. Hij bouwde het Prinsenhof in Leuven, in de Oostenrijkse Nederlanden.
Doordat er geen mannelijke opvolger voort kwam uit huwelijk van zijn oudste broer Jan Willem van Merode, nam hij de lijn Merode-Westerloo over.

## Huwelijk en kinderen
In 1759 trouwde hij met Marie Catherine Josephe van Merode (10 april 1743 - 26 maart 1794) gravin van Merode en prinses van Rubempré en Everberg de dochter van Maximiliaan Leopold van Merode (1710-1769) 3e prins van Rubempré en Catharina Ocremans (1701-1770). Zij was een verre verwante uit de tak Merode-Rubempré. Dit huwelijk bracht de sinds eeuwen gescheiden takken en goederen weer samen en was de start van een goede huwelijkspolitiek om de aanzienlijk schuldenberg van zijn vader Jan Filips Eugeen van Merode weg te werken.

Zij kregen 5 kinderen waarvan 4 de volwassen leeftijd bereikten:
- Maximilien Leopold Emmanuel Christian (1760-1761).
- Honorine Leopoldine (1761-1829). Zij trouwde op 7 februari 1781 met Charles Louis Joseph Marie Alexandre de Beaufort (1753-1827)
- Willem Charles Ghislaine (1762-1831) 8e markies van Westerlo, prins van Rubempré-Everberg. Hij trouwde op 1 juni 1778 met Marie Josèphe Félicté Ghislaine, gravin van Ongnies en Mastaing en prinses van Grimbergen (1760-1842).
- Marie Philippine Felix Ghislaine (1764-1815). Zij trouwde op 10 september 1783 in de Sint-Martinuskerk van Everberg met Charles Josephe Amour (1757-1827), graaf van Rodoan en van La Marche en burggraaf van La Carnoy.
- Josephine Leopoldine van Merode (1765-1824). Zij trouwde op 10 juli 1785 met Victor de Riquet de Caraman (1762-1839)

wapen Markies van Westerlo